# 1977년 대한민국의 영화 목록
다음은 1977년에 개봉됐던 대한민국의 영화 목록이다.

## 목록
- 4대철인
- 가위 바위 보
- 겨울여자
- 고교 깡돌이
- 고교 꺼꾸리군 장다리군
- 고교 우량아
- 고교 유단자
- 고교얄개
- 광화문통 아이
- 괴짜만세
- 귀문의 왼발잡이
- 남궁동자
- 내마음 나도몰라
- 내사랑 에레나
- 내일 없는 추적
- 너는 달 나는 해
- 네가 좋아
- 뉴욕 44번지
- 독수리 전선
- 로보트 태권 V
- 말해버릴까
- 몸부림
- 무적 600만불
- 별 3형제
- 별명 붙은 운전사
- 사대맹룡
- 사대문파
- 사랑의 계절
- 사랑의 원자탄
- 산불
- 삼인호객
- 선생님 안녕
- 설국
- 성난능금
- 소문난 고교생
- 속 비밀객
- 속 정무문
- 송화강의 비객
- 신 당산대형
- 쌍무지개 뜨는언덕
- 쌍용비객
- 악인이여 지옥행 열차를 타라
- 야행
- 얄개행진곡
- 어머니
- 엄마 없는 하늘 아래
- 여고얄개
- 여신탐
- 영광의 9회말
- 용왕삼태자
- 우리들 세계
- 유성검
- 이 다음에 우리는
- 자! 지금부터야
- 전자인간 337
- 제3부두 고슴도치
- 중원호객
- 집념
- 처녀의 성
- 첫눈이 내릴때
- 청춘공화국
- 초분
- 충열도
- 캐논 청진공작
- 태권동자 마루치 아라치
- 표적
- 풍협과객
- 학도의용군
- 흑도

## 참고 자료
- KOFIC 영화데이터베이스